# Piergiuseppe Vacchelli
Piergiuseppe Vacchelli (* 4. Februar 1937 in Longardore di Sospiro, Provinz Cremona, Italien) ist ein emeritierter Kurienerzbischof der römisch-katholischen Kirche.

## Leben
Vacchelli besuchte von 1948 bis 1961 das Große Seminar der Diözese Cremona und wurde am 27. Mai 1961 durch den Bischof von Cremona, Danio Bolognini, zum Priester geweiht.
Von Ende 1961 bis 1963 war er Pfarrer der Pfarrei „San Giovanni in Croce“. 1963 ging er zum Studium des Kirchenrechts nach Rom und besuchte dort die Päpstliche Universität Gregoriana. Sein Studium schloss er mit dem Lizenziat ab und kehrte 1967 in seine Diözese zurück. Noch im selben Jahr wurde er zum Gemeindepfarrer der Pfarrei „San Pietro“ in Cremona und gleichzeitig zum geistlichen Begleiter der Abteilung für Erwachsene der Katholischen Aktion der Diözese ernannt. Ab 1973 war er Sekretär des Bischofs von Cremona und von 1975 bis 1986 war er Kanzler der Diözese. Von 1976 bis 1990 war er geistlicher Begleiter der Katholischen Aktion der Diözese. 1986 wurde er zum Pro-Generalvikar der Diözese ernannt und von 1990 bis 1993 war er Generalsekretär der Diözesansynode. 1993 wurde er zum Pfarrer und Kanoniker der Kathedrale von Cremona ernannt. Außerdem unterrichtete er Kirchenrecht am Priesterseminar der Diözese und Religion und Literatur am „Istituto Religioso Figli del Sacro Cuore di Gesù“. Seit Oktober 1996 war er Untersekretär der Italienischen Bischofskonferenz (CEI) und Vorsitzenden des bischöflichen Ausschusses für karitative Hilfen in der dritten Welt.
Papst Benedikt XVI. ernannte ihn am 24. Mai 2008 zum Titularerzbischof von Minturnae und bestellte ihn zum beigeordneten Sekretär der Kongregation für die Evangelisierung der Völker und Präsidenten der Päpstlichen Missionswerke. Am 3. Juli desselben spendete ihm Kardinalstaatssekretär Tarcisio Bertone SDB die Bischofsweihe; Mitkonsekratoren waren der Präfekt der Kongregation für die Evangelisierung der Völker, Ivan Kardinal Dias, und der Präsident des Päpstlichen Rates für den Interreligiösen Dialog, Jean-Louis Kardinal Tauran. Am 5. Januar 2011 ernannte ihn Benedikt XVI. zum Konsultor des Päpstlichen Rates für die Pastoral im Krankendienst.
Am 26. Juni 2012 nahm Benedikt XVI. das von Piergiuseppe Vacchelli aus Altersgründen vorgebrachte Rücktrittsgesuch vom Amt des beigeordneten Sekretärs der Kongregation für die Evangelisierung der Völker an.